# 布瓦瑟伊
布瓦瑟伊（法語：Boisseuil，法語發音：[bwasœj]）是法国新阿基坦大区上维埃纳省的一个市镇，位于该省中南部，属于利摩日区。

## 地理
布瓦瑟伊（45°46'12"N, 1°19'53"E）面积18.92 平方千米，位于法国新阿基坦大区上维埃纳省，该省份为法国中西部省份，北起顺时针与安德尔省、克勒兹省、科雷兹省、多爾多涅省、夏朗德省和维埃纳省接壤。
与布瓦瑟伊接壤的市镇（或旧市镇、城区）包括：费蒂亚、埃若、圣伊莱尔博讷瓦勒、圣让利古尔、勒维让。

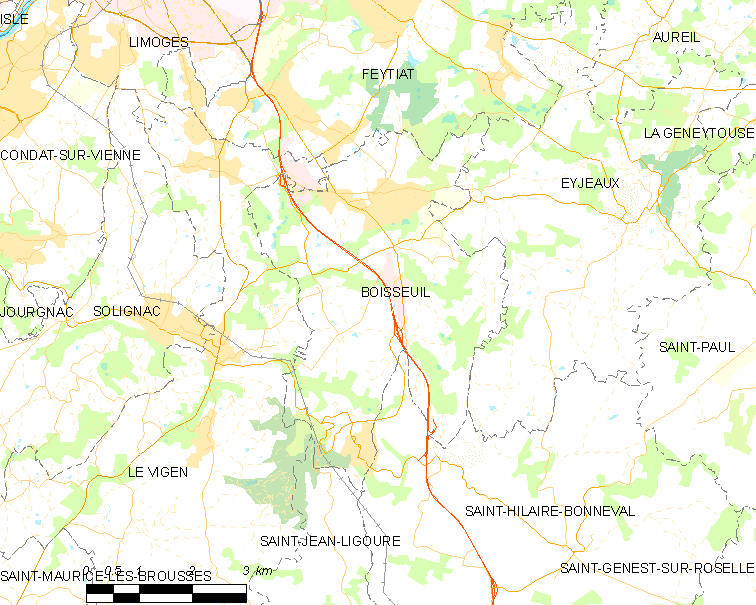
布瓦瑟伊的OSM定位图

布瓦瑟伊的时区为UTC+01:00、UTC+02:00（夏令时）。

## 行政
布瓦瑟伊的邮政编码为87220，INSEE市镇编码为87019。

## 政治
布瓦瑟伊所属的省级选区为维埃纳河畔孔达县。

## 人口

1962-2008年间布瓦瑟伊人口变化图示

布瓦瑟伊于2022年1月1日时的人口数量为2997人。